# Tauró nassut
El tauró nassut (Carcharhinus altimus) és una espècie de peix de la família dels carcarínids i de l'ordre dels carcariniformes.

## Morfologia
Els mascles poden assolir els 300 cm de longitud total i els 167,8 kg de pes.

## Distribució geogràfica
Es troba a l'Atlàntic occidental (des de Florida fins a Veneçuela), a l'Atlàntic oriental (des del Senegal fins a Ghana, incloent-hi la mar Mediterrània), a l'oest de l'Índic (Mar Roig, Moçambic, Sud-àfrica, Madagascar i l'Índia), al Pacífic occidental (Xina, Taiwan i Austràlia), al Pacífic central (Hawaii) i al Pacífic oriental (des del Golf de Califòrnia i el sud de Mèxic fins a Colòmbia i l'Equador).